# Temnostethus pusillus
Temnostethus pusillus is een wants uit de familie van de bloemwantsen (Anthocoridae). De soort werd het eerst wetenschappelijk beschreven door Gottlieb August Wilhelm Herrich-Schäffer in 1835.

## Uiterlijk
De kleine bruinzwarte wants is macropteer en kan 2.5 tot 3 mm lang worden. De wants heeft donkerbruine voorvleugels bedekt met haartjes, de kop en het halsschild zijn volledig zwart. Het begin van de voorvleugels is wit en voor het uiteinde van het hoornachtige deel van de voorvleugel, de cuneus, dit ook een wit vlekje. Het vliezige doorzichtige gedeelte van de voorvleugels is donker en heeft aan de zijkant en in het midden ook een witte vlek. Normaliter zijn de vleugels over elkaar gevouwen en zijn dus drie grote witte vlekken te zien. De antennes zijn donkerbruint tot zwart en van de pootjes zijn de dijen bruinzwart en hebben de lichtbruine schenen donkere uiteinden. De tarsi zijn ook donkerbruin.

## Leefwijze
De wants overleeft de winter als volgroeid dier, er is een enkele generatie per jaar en in gunstige gevallen mogelijk een tweede. De volwassen wantsen van de nieuwe generatie verschijnen in juni. De imagines kunnen van april tot in oktober aangetroffen worden op de schors van stammen van loofbomen die begroeid zijn met mossen en korstmossen. Ze voeden zich daar met kleine insecten zoals bladluizen, bladvlooien en wolluizen.

## Leefgebied
De wants komt in Nederland algemeen voor. Het verspreidingsgebied strekt zich uit van Europa tot aan Turkije en de Kaukasus.